# Strafrecht (Italien)
Als Strafrecht bezeichnet man im Recht Italiens dasjenige Teilgebiet des Rechts, das sich mit Voraussetzungen strafbaren Handelns beschäftigt.

## Rechtsquellen
Das italienische Strafrecht ist in der Tradition des kontinentalen Rechtskreises kodifiziertes Recht. Wichtigste Rechtsquelle ist der codice penale, der nach seinem Schöpfer Alfredo Rocco auch codice Rocco genannt wird.

## Geschichte
Vor dem Zusammenschluss 1860 galten im Staatsgebiet des heutigen Italien folgende Werke:

### Im Großherzogtum Toskana
Am 30. November 1786 wurde von Großherzog (Peter) Leopold (I.), dem späteren Kaiser Leopold II. der Codice Leopoldino bzw. die Leopoldina eingeführt. Es war das weltweit erste Strafgesetzbuch, in dem die Todesstrafe abgeschafft wurde. Im Jahre 1795 wurde es von Ferdinand III. modifiziert.
Am 29. Juni 1853 wurde von Leopold II. ein neues Strafgesetzbuch herausgebracht, welches wieder die Todesstrafe enthielt. Es wurde 1856 umgestaltet. Die Todesstrafe wurde von der Provisorischen Regierung 1859 wieder abgeschafft. Es blieb auch nach der Gründung des Königreich Italien bis 1889 in Kraft, da die lokalen Machthaber nicht wieder die Todesstrafe einführen wollten.

### Im Königreich Sardinien (seit 1720 mit Piemont, Savoyen und bis 1859 Nizza)
Auf Sardinien galt das mittelalterliche Zivil- und Strafgesetzbuch Carta de Logu aus dem Jahre 1392, bis es 1827 durch die Sammlung des Codice feliciano als erste Harmonisierung ersetzt wurde.
Auf dem Festland galt die Konstitution von Piemont aus dem Jahre 1723, welche 1729 neu aufgelegt wurde.
Karl Albert verkündete am 26. Oktober 1839 das Albertinische Strafgesetzbuch (Codice penale albertino), welches am 15. Jänner 1840 in Kraft trat. Dieses wurde unter Viktor Emanuel II. überarbeitet, was am 20. November 1859 verkündet wurde und am 1. Mai 1860 in Kraft trat.
Im österreichisch beherrschten Königreich Lombardo-Venetien, dass die Lombardei (ab 1859 bei Sardinien) und Venetien (seit 1866 bei Italien) umfasste, galt das österreichische Strafgesetzbuch von 1852.
Im Herzogtum Parma mit Piacenza galt das Strafgesetz von 1820. Im Herzogtum Modena galt das Strafgesetzbuch von 1855. Im Kirchenstaat galt die Gregorianische Strafrechts-Verordnung von 1832. Ein Großteil des Kirchenstaats schloss sich 1860 Italien an, der Rest wurde 1870 annektiert. Im Königreich beider Sizilien galt das Strafgesetzbuch von 1819 (Codice borbonico). Das Gebiet wurde 1860 mit Italien vereint.
Bei den italienischen Vereinigungskriegen spielte das Königreich Sardinien eine entscheidende Rolle. Die meisten Staaten fielen an Sardinien oder schlossen sich Sardinien an und dann wurde daraus Italien, mit dem sardinischen Herrscher als König.
Das sardinische Strafrecht wurde allmählich auf fast die ganze Halbinsel ausgedehnt, im Norden in einer Fassung von 1859, im Süden in der Fassung von 1861. Im Gebiet des Königreichs beider Sizilien galten bestimmte Bestimmungen aus dem Strafgesetzbuch von 1819 fort. Nur die Toskana behielt ihr Strafgesetzbuch von 1853 bis zum gesamtitalienischen Strafgesetzbuch von 1889.

### Gesamtitalienisches Strafgesetzbuch
Am 30. Juni 1889 wurde der von Giuseppe Zanardelli erarbeitete Codice Zanardelli beschlossen, welcher am 1. Januar 1890 in Kraft trat. Es war das erste gesamtitalienische Strafgesetzbuch.
Mit Dekret vom 14. Dezember 1919 wurde eine Königliche Kommission unter dem Vorsitz von E. Ferri für eine Reform einberufen. Das Ergebnis war ein im Jahre 1921 erschienener Entwurf.
Mit 4. Dezember 1925 wurde die italienische Regierung ermächtigt das Strafgesetzbuch zu ändern. Ein erster Entwurf erschien 1927 von Alfredo Rocco. Der Codice Rocco wurde mit der königlichen Verordnung vom 19. Oktober 1930 verkündet, am 26. November 1930 im Amtsblatt veröffentlicht und ist seit 1. Juli 1931 in Kraft. Gleichzeitig trat eine neue Strafprozessordnung in Kraft. Mit Modifizierungen (z. B. Abschaffung der Todesstrafe 1947) bildet er das heutige Strafgesetzbuch, obwohl nach dem  Zweiten Weltkrieg diskutiert wurde zum vorfaschistischen Codice Zanardelli zurückzukehren.
Das italienische Strafrecht gilt in alter Form, aber mit eigenen Änderungen, in der Vatikanstadt. Mit deren Staatsgründung wurde das italienische Strafgesetz von 1889 in der Fassung vom 8. Juli 1829 subsidiär übernommen. Im Jahre 1969 wurde der Stichtag auf den 31. Dezember 1924 vorverlegt, womit vor allem die 1926 in Italien wiedereingeführte und 1947 wiederabgeschaffte Todesstrafe im Vatikan abgeschafft wurde. Zur weiteren Entwicklung siehe Strafrecht (Vatikanstadt).

## Strafbarkeitslehre
Die klassische Strafbarkeitslehre geht in Italien auf Francesco Carrara zurück. Bis heute folgt ein gewichtiger Teil der italienischen Strafrechtsliteratur – wenn auch nicht unwidersprochen – dessen teoria generale del reato. Carrara geht von zwei Elementen aus (bipartizione), die ein menschliches Verhalten strafbar machen: einer äußeren und einer inneren Seite. Die äußere Seite bestehe in einer Handlung, die eine Rechtsverletzung bewirkt; die innere seit durch vier Erfordernisse geprägt:
1. cognizione della legge (Kenntnis des Gesetzes)
2. previsione degli effetti (Voraussicht der Wirkungen)
3. libertà di eleggere (Freiheit der Wahl)
4. volontà di agire (willentliches Handeln)